# Norwegia na Zimowych Igrzyskach Olimpijskich 2002
Norwegię na Zimowych Igrzyskach Olimpijskich 2002 reprezentowało 77 zawodników. Był to dziewiętnasty start Norwegii na zimowych igrzyskach olimpijskich.

## Zdobyte medale
| Medal  | Zawodnik                                                                       | Dyscyplina sportowa   | Konkurencja                      |
| ------ | ------------------------------------------------------------------------------ | --------------------- | -------------------------------- |
| Złoto  | Kjetil André Aamodt                                                            | Narciarstwo alpejskie | Supergigant mężczyzn             |
| Złoto  | Kjetil André Aamodt                                                            | Narciarstwo alpejskie | Kombinacja mężczyzn              |
| Złoto  | Ole Einar Bjørndalen                                                           | Biathlon              | Sprint mężczyzn                  |
| Złoto  | Ole Einar Bjørndalen                                                           | Biathlon              | Bieg pościgowy mężczyzn          |
| Złoto  | Ole Einar Bjørndalen                                                           | Biathlon              | Bieg indywidualny mężczyzn       |
| Złoto  | Frode Andresen Ole Einar Bjørndalen Egil Gjelland Halvard Hanevold             | Biathlon              | Sztafeta mężczyzn                |
| Złoto  | Tor Arne Hetland                                                               | Biegi narciarskie     | Sprint mężczyzn                  |
| Złoto  | Frode Estil                                                                    | Biegi narciarskie     | Bieg na 20 km łączony mężczyzn   |
| Złoto  | Thomas Alsgaard                                                                | Biegi narciarskie     | Bieg na 20 km łączony mężczyzn   |
| Złoto  | Thomas Alsgaard Anders Aukland Frode Estil Kristen Skjeldal                    | Biegi narciarskie     | Sztafeta mężczyzn                |
| Złoto  | Bente Skari                                                                    | Biegi narciarskie     | 10 km stylem klasycznym kobiet   |
| Złoto  | Torger Nergård Bent Ånund Ramsfjell Flemming Davanger Lars Vågberg Pål Trulsen | Curling               | Mężczyźni                        |
| Złoto  | Kari Traa                                                                      | Narciarstwo dowolne   | Jazda po muldach kobiet          |
| Srebro | Lasse Kjus                                                                     | Narciarstwo alpejskie | Zjazd mężczyzn                   |
| Srebro | Liv Grete Poiree                                                               | Biathlon              | Bieg indywidualny kobiet         |
| Srebro | Gunn Margit Andreassen Liv Grete Poiree Ann-Elen Skjelbreid Linda Tjørhom      | Biathlon              | Sztafeta kobiet                  |
| Srebro | Frode Estil                                                                    | Biegi narciarskie     | 15 km stylem klasycznym mężczyzn |
| Srebro | Marit Bjørgen Bente Skari Hilde G. Pedersen Anita Moen                         | Biegi narciarskie     | Sztafeta kobiet                  |
| Brąz   | Lasse Kjus                                                                     | Narciarstwo alpejskie | Gigant mężczyzn                  |
| Brąz   | Kristen Skjeldal                                                               | Biegi narciarskie     | 30 km stylem dowolnym mężczyzn   |
| Brąz   | Odd-Bjørn Hjelmeset                                                            | Biegi narciarskie     | 50 km stylem klasycznym mężczyzn |
| Brąz   | Anita Moen                                                                     | Biegi narciarskie     | Sprint kobiet                    |
| Brąz   | Bente Skari                                                                    | Biegi narciarskie     | 30 km stylem klasycznym kobiet   |
| Brąz   | Ådne Søndrål                                                                   | Łyżwiarstwo szybkie   | 1500 m mężczyzn                  |
| Brąz   | Lasse Sætre                                                                    | Łyżwiarstwo szybkie   | 10000 m mężczyzn                 |

## Wyniki reprezentantów Norwegii

### Biathlon

#### Mężczyźni

##### Bieg pościgowy na 12,5 km
| Zawodnik             | Strata na początku | Czas    | Ilość pudeł | Pozycja | Źródło |
| -------------------- | ------------------ | ------- | ----------- | ------- | ------ |
| Ole Einar Bjørndalen | 0 s                | 32:34.6 | 2 (1+0+0+0) | złoto   | [ 1 ]  |
| Halvard Hanevold     | +1:21              | 33:59.6 | 2 (0+2+0+0) | 8.      | [ 1 ]  |
| Frode Andresen       | +1:00              | 34:14.5 | 5 (2+0+0+3) | 14.     | [ 1 ]  |
| Egil Gjelland        | +1:51              | 34:16.9 | 1 (1+0+0+0) | 15.     | [ 1 ]  |

##### Biegi na dystansach i sztafeta
| Zawodnik                                                           | Konkurencja                | Czas      | Ilość pudeł | Pozycja | Źródło |
| ------------------------------------------------------------------ | -------------------------- | --------- | ----------- | ------- | ------ |
| Ole Einar Bjørndalen                                               | Sprint na 10 km            | 24:51.3   | 0 (0+0)     | złoto   | [ 2 ]  |
| Frode Andresen                                                     | Sprint na 10 km            | 25:51.5   | 2 (0+2)     | 8.      | [ 2 ]  |
| Halvard Hanevold                                                   | Sprint na 10 km            | 26:12.5   | 0 (0+0)     | 13.     | [ 2 ]  |
| Egil Gjelland                                                      | Sprint na 10 km            | 26:42.5   | 1 (1+0)     | 24.     | [ 2 ]  |
| Ole Einar Bjørndalen                                               | Bieg indywidualny na 20 km | 51:03.3   | 2 (0+1+1+0) | złoto   | [ 3 ]  |
| Halvard Hanevold                                                   | Bieg indywidualny na 20 km | 52:16.3   | 0 (0+0+0+0) | 5.      | [ 3 ]  |
| Frode Andresen                                                     | Bieg indywidualny na 20 km | 52:39.1   | 3 (0+0+0+3) | 7.      | [ 3 ]  |
| Egil Gjelland                                                      | Bieg indywidualny na 20 km | 54:16.1   | 2 (0+0+0+2) | 16.     | [ 3 ]  |
| Halvard Hanevold Frode Andresen Egil Gjelland Ole Einar Bjørndalen | Sztafeta 4x7,5 km          | 1:23:42.3 | 0+8         | złoto   | [ 4 ]  |

#### Kobiety

##### Bieg pościgowy na 12,5 km
| Zawodnik                    | Strata na początku | Czas    | Ilość pudeł | Pozycja | Źródło |
| --------------------------- | ------------------ | ------- | ----------- | ------- | ------ |
| Liv Grete Poirée            | +0:43              | 31:18.3 | 4 (1+1+0+2) | 4.      | [ 5 ]  |
| Gunn Margit Andreassen      | +1:38              | 32:56.8 | 2 (0+0+1+1) | 16.     | [ 5 ]  |
| Ann-Elen Skjelbreid         | +2:33              | 35:56.6 | 6 (1+1+2+2) | 39.     | [ 5 ]  |
| Gro Marit Istad-Kristiansen | +3:31              | 36:13.9 | 4 (1+1+1+1) | 40.     | [ 5 ]  |

##### Biegi na dystansach i sztafeta
| Zawodnik                                                                  | Konkurencja                | Czas      | Ilość pudeł | Pozycja | Źródło |
| ------------------------------------------------------------------------- | -------------------------- | --------- | ----------- | ------- | ------ |
| Liv Grete Poirée                                                          | Sprint na 7,5 km           | 21:24.1   | 1 (0+1)     | 4.      | [ 6 ]  |
| Gunn Margit Andreassen                                                    | Sprint na 7,5 km           | 22:19.7   | 1 (0+1)     | 16.     | [ 6 ]  |
| Ann-Elen Skjelbreid                                                       | Sprint na 7,5 km           | 23:14.2   | 3 (2+1)     | 38.     | [ 6 ]  |
| Gro Marit Istad-Kristiansen                                               | Sprint na 7,5 km           | 24:12.7   | 4 (3+1)     | 53.     | [ 6 ]  |
| Liv Grete Poirée                                                          | Bieg indywidualny na 15 km | 47:37.0   | 1 (0+1+0+0) | srebro  | [ 7 ]  |
| Ann-Elen Skjelbreid                                                       | Bieg indywidualny na 15 km | 50:51.1   | 3 (0+1+1+1) | 22.     | [ 7 ]  |
| Gunn Margit Andreassen                                                    | Bieg indywidualny na 15 km | 51:42.9   | 3 (0+1+1+1) | 30.     | [ 7 ]  |
| Linda Tjørhom                                                             | Bieg indywidualny na 15 km | 52:34.0   | 4 (1+1+0+2) | 39.     | [ 7 ]  |
| Ann-Elen Skjelbreid Linda Tjørhom Gunn Margit Andreassen Liv Grete Poirée | Sztafeta 4x7,5 km          | 1:28:25.6 | 0+9         | srebro  | [ 8 ]  |

### Bobsleje

#### Mężczyźni
| Zawodnik                                                                  | Konkurencja | Czas ślizgu | Czas ślizgu | Czas ślizgu | Czas ślizgu | Czas końcowy     | Pozycja          | Źródło |
| Zawodnik                                                                  | Konkurencja | 1           | 2           | 3           | 4           | Czas końcowy     | Pozycja          | Źródło |
| ------------------------------------------------------------------------- | ----------- | ----------- | ----------- | ----------- | ----------- | ---------------- | ---------------- | ------ |
| Arnfinn Kristiansen Bjarne Røyland                                        | Dwójki      | 48.34       | 48.21       | 48.46       | 48.17       | 3:13.18          | 20.              | [ 9 ]  |
| Arnfinn Kristiansen Ole Christian Strømberg Bjarne Røyland Mariusz Musial | Czwórki     | 47.02       | 47.18       | 47.84       | DSQ         | Nieklasyfikowany | Nieklasyfikowany | [ 10 ] |

### Biegi narciarskie

#### Mężczyźni

##### Sprint
| Zawodnik          | Eliminacje | Eliminacje | Ćwierćfinały | Ćwierćfinały | Półfinały | Półfinały | Finał B | Finał B | Finał A | Finał A | Pozycja | Źródło |
| Zawodnik          | Czas       | Pozycja    | Czas         | Pozycja      | Czas      | Pozycja   | Czas    | Pozycja | Czas    | Pozycja | Pozycja | Źródło |
| ----------------- | ---------- | ---------- | ------------ | ------------ | --------- | --------- | ------- | ------- | ------- | ------- | ------- | ------ |
| Tor Arne Hetland  | 2:51.19    | 6. Q       | 2:57.2       | 1. Q         | 2:59.9    | 2. Q      | BYE     | BYE     | 2:56.9  | 1.      | złoto   | [ 11 ] |
| Trond Iversen     | 2:51.09    | 4. Q       | 2:56.8       | 2. Q         | 3:10.5    | 3         | 2:56.6  | 2.      | NQ      | NQ      | 6.      | [ 11 ] |
| Håvard Bjerkeli   | 2:50.07    | 1. Q       | 3:05.8       | 4.           | NQ        | NQ        | NQ      | NQ      | NQ      | NQ      | 13.     | [ 11 ] |
| Trond Einar Elden | 2:53.31    | 12. Q      | 2:58.1       | 4.           | NQ        | NQ        | NQ      | NQ      | NQ      | NQ      | 15.     | [ 11 ] |

##### Bieg łączony na 20 km
| Zawodnik         | 10 km techniką klasyczną | 10 km techniką klasyczną | 10 km techniką dowolną | 10 km techniką dowolną | 10 km techniką dowolną | Źródło |
| Zawodnik         | Czas                     | Pozycja                  | Strata na początku     | Czas                   | Pozycja                | Źródło |
| ---------------- | ------------------------ | ------------------------ | ---------------------- | ---------------------- | ---------------------- | ------ |
| Frode Estil      | 26:20.4                  | 1. Q                     | +0:13                  | 23:41.9                | złoto                  | [ 13 ] |
| Thomas Alsgaard  | 26:56.4                  | 15. Q                    | +0:49                  | 23:41.9                | złoto                  | [ 13 ] |
| Anders Aukland   | 26:27.6                  | 2. Q                     | +0:20                  | 24:03.8                | 7.                     | [ 13 ] |
| Kristen Skjeldal | 26:55.5                  | 13. Q                    | +0:48                  | 24:50.6                | 22.                    | [ 13 ] |

##### Biegi na dystansach i sztafeta
| Zawodnik                                                    | Konkurencja             | Czas      | Pozycja | Źródło |
| ----------------------------------------------------------- | ----------------------- | --------- | ------- | ------ |
| Frode Estil                                                 | 15 km stylem klasycznym | 37:43.4   | srebro  | [ 14 ] |
| Thomas Alsgaard                                             | 15 km stylem klasycznym | 38:08.3   | 4.      | [ 14 ] |
| Erling Jevne                                                | 15 km stylem klasycznym | 38:13.6   | 6.      | [ 14 ] |
| Odd-Bjørn Hjelmeset                                         | 15 km stylem klasycznym | 39:31.4   | 20.     | [ 14 ] |
| Kristen Skjeldal                                            | 30 km stylem dowolnym   | 1:11:42.7 | brąz    | [ 15 ] |
| Ole Einar Bjørndalen                                        | 30 km stylem dowolnym   | 1:11:44.5 | 5.      | [ 15 ] |
| Thomas Alsgaard                                             | 30 km stylem dowolnym   | 1:13:30.2 | 12.     | [ 15 ] |
| Tor Arne Hetland                                            | 30 km stylem dowolnym   | 1:18:28.5 | 49.     | [ 15 ] |
| Odd-Bjørn Hjelmeset                                         | 50 km stylem klasycznym | 2:08:41.5 | brąz    | [ 16 ] |
| Thomas Alsgaard                                             | 50 km stylem klasycznym | 2:10:05.7 | 7.      | [ 16 ] |
| Frode Estil                                                 | 50 km stylem klasycznym | 2:10:44.8 | 9.      | [ 16 ] |
| Erling Jevne                                                | 50 km stylem klasycznym | 2:12:06.6 | 10.     | [ 16 ] |
| Anders Aukland Frode Estil Kristen Skjeldal Thomas Alsgaard | Sztafeta 4x10 km        | 1:32:45.5 | złoto   | [ 17 ] |

#### Kobiety

##### Sprint
| Zawodnik                     | Eliminacje | Eliminacje | Ćwierćfinały | Ćwierćfinały | Półfinały | Półfinały | Finał B | Finał B | Finał A | Finał A | Pozycja | Źródło |
| Zawodnik                     | Czas       | Pozycja    | Czas         | Pozycja      | Czas      | Pozycja   | Czas    | Pozycja | Czas    | Pozycja | Pozycja | Źródło |
| ---------------------------- | ---------- | ---------- | ------------ | ------------ | --------- | --------- | ------- | ------- | ------- | ------- | ------- | ------ |
| Anita Moen                   | 3:14.13    | 4. Q       | 3:15.9       | 2. Q         | 3:23.8    | 1. Q      | BYE     | BYE     | 3:12.7  | 3.      | brąz    | [ 18 ] |
| Maj Helen Sorkmo             | 3:17.10    | 11. Q      | 3:44.2       | 3. q         | 3:19.4    | 3.        | 3:25.5  | 2.      | NQ      | NQ      | 6.      | [ 18 ] |
| Hilde Gjermundshaug Pedersen | 3:19.79    | 19.        | NQ           | NQ           | NQ        | NQ        | NQ      | NQ      | NQ      | NQ      | 19.     | [ 18 ] |
| Vibeke Skofterud             | 3:20.21    | 21.        | NQ           | NQ           | NQ        | NQ        | NQ      | NQ      | NQ      | NQ      | 21.     | [ 18 ] |

##### Bieg łączony na 10 km
| Zawodnik                     | 5 km techniką klasyczną | 5 km techniką klasyczną | 5 km techniką dowolną | 5 km techniką dowolną | 5 km techniką dowolną | Źródło |
| Zawodnik                     | Czas                    | Pozycja                 | Strata na początku    | Czas                  | Pozycja               | Źródło |
| ---------------------------- | ----------------------- | ----------------------- | --------------------- | --------------------- | --------------------- | ------ |
| Bente Skari                  | 13:11.7                 | 2. Q                    | +0:13                 | 12:16.0               | 6.                    | [ 19 ] |
| Hilde Gjermundshaug Pedersen | 13:44.7                 | 13. Q                   | +0:46                 | 13:07.8               | 14.                   | [ 19 ] |
| Tina Bay                     | 13:53.7                 | 20. Q                   | +0:55                 | 13:24.5               | 26.                   | [ 19 ] |
| Vibeke Skofterud             | 14:12.3                 | 34. Q                   | +1:13                 | 13:28.5               | 28.                   | [ 19 ] |

##### Biegi na dystansach i sztafeta
| Zawodnik                                               | Konkurencja             | Czas      | Pozycja | Źródło |
| ------------------------------------------------------ | ----------------------- | --------- | ------- | ------ |
| Bente Skari                                            | 10 km stylem klasycznym | 28:05.6   | złoto   | [ 20 ] |
| Hilde Gjermundshaug Pedersen                           | 10 km stylem klasycznym | 28:56.2   | 6.      | [ 20 ] |
| Anita Moen                                             | 10 km stylem klasycznym | 29:15.5   | 9.      | [ 20 ] |
| Tina Bay                                               | 10 km stylem klasycznym | 30:16.3   | 25.     | [ 20 ] |
| Hilde Gjermundshaug Pedersen                           | 15 km stylem dowolnym   | 41:47.8   | 14.     | [ 21 ] |
| Vibeke Skofterud                                       | 15 km stylem dowolnym   | 42:50.9   | 28.     | [ 21 ] |
| Marit Bjørgen                                          | 15 km stylem dowolnym   | 47:07.4   | 50      | [ 21 ] |
| Maj Helen Sorkmo                                       | 15 km stylem dowolnym   | DNF       | DNF     | [ 21 ] |
| Bente Skari                                            | 30 km stylem klasycznym | 1:31:36.3 | brąz    | [ 22 ] |
| Anita Moen                                             | 30 km stylem klasycznym | 1:31:37.3 | 4.      | [ 22 ] |
| Vibeke Skofterud                                       | 30 km stylem klasycznym | 1:35:02.3 | 8.      | [ 22 ] |
| Marit Bjørgen                                          | 30 km stylem klasycznym | 1:37:02.6 | 14.     | [ 22 ] |
| Marit Bjørgen Bente Skari Hilde G. Pedersen Anita Moen | Sztafeta 4x5 km         | 49:31.9   | srebro  | [ 23 ] |

### Curling

#### Mężczyźni

##### Skład
- Pål Trulsen,
- Lars Vågberg,
- Flemming Davanger,
- Bent Ånund Ramsfjell,
- Torger Nergård

##### Mecze[24]

###### Round Robin
| Data      | Przeciwnik        | Wynik |
| --------- | ----------------- | ----- |
| 11 lutego | Szwajcaria        | 4-5   |
| 12 lutego | Francja           | 9-2   |
| 13 lutego | Wielka Brytania   | 7-6   |
| 13 lutego | Stany Zjednoczone | 6-5   |
| 15 lutego | Dania             | 9-5   |
| 15 lutego | Finlandia         | 6-5   |
| 16 lutego | Niemcy            | 10-5  |
| 17 lutego | Kanada            | 4-9   |
| 18 lutego | Szwecja           | 9-8   |

Pozycja w grupie: 2. (Q) (14 pkt, 7-2, Bilans: 64-49)

###### Play-off
| Faza     | Data      | Przeciwnik | Wynik |
| -------- | --------- | ---------- | ----- |
| Półfinał | 20 lutego | Szwajcaria | 7-6   |
| Finał    | 22 lutego | Kanada     | 6-5   |

Końcowy wynik: 

#### Kobiety

##### Skład
- Hanne Woods,
- Marianne Haslum,
- Camilla Holth,
- Dordi Nordby

##### Mecze[24]

###### Round Robin
| Data      | Przeciwnik        | Wynik |
| --------- | ----------------- | ----- |
| 11 lutego | Wielka Brytania   | 6-10  |
| 12 lutego | Kanada            | 5-6   |
| 13 lutego | Szwajcaria        | 5-7   |
| 14 lutego | Niemcy            | 10-5  |
| 14 lutego | Szwecja           | 3-10  |
| 15 lutego | Rosja             | 5-4   |
| 16 lutego | Japonia           | 8-5   |
| 17 lutego | Dania             | 9-4   |
| 18 lutego | Stany Zjednoczone | 2-11  |

Pozycja w grupie: 7. (8 pkt, 4-5, Bilans pkt: 53-62)
Końcowy wynik: 7. pozycja

### Kombinacja norweska

#### Mężczyźni
| Zawodnik                                                           | Konkurencja | Skoki                   | Skoki     | Skoki                     | Skoki       | Skoki        | Skoki   | Bieg               | Bieg       | Bieg    | Pozycja końcowa | Źródło |
| Zawodnik                                                           | Konkurencja | Skok 1                  | Skok 1    | Skok 2                    | Skok 2      | Suma punktów | Pozycja | Strata na początku | Czas netto | Pozycja | Pozycja końcowa | Źródło |
| Zawodnik                                                           | Konkurencja | Wynik                   | Punkty    | Wynik                     | Punkty      | Suma punktów | Pozycja | Strata na początku | Czas netto | Pozycja | Pozycja końcowa | Źródło |
| ------------------------------------------------------------------ | ----------- | ----------------------- | --------- | ------------------------- | ----------- | ------------ | ------- | ------------------ | ---------- | ------- | --------------- | ------ |
| Sverre Rotevatn                                                    | Sprint      | 110 m                   | 100 pkt   | Nie dotyczy               | Nie dotyczy | 100 pkt      | 28.     | +1:29              | 16:25.4    | 4.      | 13.             | [ 25 ] |
| Kristian Hammer                                                    | Sprint      | 109 m                   | 98,3 pkt  | Nie dotyczy               | Nie dotyczy | 98,3 pkt     | 29.     | +1:36              | 16:45.0    | 18.     | 20.             | [ 25 ] |
| Jan Rune Grave                                                     | Sprint      | 111,5 m                 | 94,3 pkt  | Nie dotyczy               | Nie dotyczy | 94,3 pkt     | 33.     | +1:51              | 16:42.2    | 17.     | 26.             | [ 25 ] |
| Preben Fjære Brynemo                                               | Sprint      | 109 m                   | 96,8 pkt  | Nie dotyczy               | Nie dotyczy | 96,8 pkt     | 30.     | +1:41              | 16:54.5    | 20.     | 30.             | [ 25 ] |
| Kristian Hammer                                                    | Gundersen   | 92 m                    | 117,5 pkt | 86 m                      | 104 pkt     | 221,5 pkt    | 22.     | +3:50              | 37:50.8    | 3.      | 8.              | [ 26 ] |
| Preben Fjære Brynemo                                               | Gundersen   | 85,5 m                  | 103,5 pkt | 88 m                      | 108,5 pkt   | 212 pkt      | 30.     | +4:38              | 39:12.3    | 15.     | 22.             | [ 26 ] |
| Jan Rune Grave                                                     | Gundersen   | 87,5 m                  | 107 pkt   | 84 m                      | 100 pkt     | 207 pkt      | 35.     | +5:03              | 39:15.5    | 16.     | 24.             | [ 26 ] |
| Sverre Rotevatn                                                    | Gundersen   | 81 m                    | 91,5 pkt  | 83,5 m                    | 98 pkt      | 189,5 pkt    | 41.     | +6:30              | 38:54.6    | 13.     | 36.             | [ 26 ] |
| Jan Rune Grave Lars Andreas Østvik Sverre Rotevatn Kristian Hammer | Drużynowo   | 87,5 m 79 m 89 m 86,5 m | 386 pkt   | 88 m 83,5 m 93,5 m 86,5 m | 405,5 pkt   | 791,5 pkt    | 10.     | +4:24              | 46:58.1    | 1.      | 5.              | [ 27 ] |

### Łyżwiarstwo szybkie

#### Mężczyźni
| Zawodnik        | Konkurencja | Czas     | Pozycja | Źródło |
| --------------- | ----------- | -------- | ------- | ------ |
| Grunde Njøs     | 500 m       | 133.57   | 35.     | [ 29 ] |
| Ådne Søndrål    | 1000 m      | 1:08.64  | 11.     | [ 30 ] |
| Petter Andersen | 1000 m      | 1:10.14  | 28.     | [ 30 ] |
| Grunde Njøs     | 1000 m      | 1:11.31  | 39.     | [ 30 ] |
| Ådne Søndrål    | 1500 m      | 1:45.26  | brąz    | [ 31 ] |
| Petter Andersen | 1500 m      | 1:47.21  | 20.     | [ 31 ] |
| Eskil Ervik     | 1500 m      | 1:49.24  | 35.     | [ 31 ] |
| Lasse Sætre     | 5000 m      | 6:25.92  | 10.     | [ 32 ] |
| Eskil Ervik     | 5000 m      | 6:32.80  | 21.     | [ 32 ] |
| Stian Bjørge    | 5000 m      | 6:36.04  | 26.     | [ 32 ] |
| Lasse Sætre     | 10000 m     | 13:16.92 | brąz    | [ 33 ] |
| Kjell Storelid  | 10000 m     | 13:27.24 | 8.      | [ 33 ] |

### Narciarstwo alpejskie
Mężczyźni
| Zawodnik              | Konkurencja   | 1. przejazd | 1. przejazd | 2. przejazd | 2. przejazd | Czas końcowy     | Pozycja          | Źródło |
| Zawodnik              | Konkurencja   | Czas        | Pozycja     | Czas        | Pozycja     | Czas końcowy     | Pozycja          | Źródło |
| --------------------- | ------------- | ----------- | ----------- | ----------- | ----------- | ---------------- | ---------------- | ------ |
| Lasse Kjus            | Zjazd         | 1:39.35     | 2.          | Nie dotyczy | Nie dotyczy | 1:39.35          | srebro           | [ 34 ] |
| Kjetil André Aamodt   | Zjazd         | 1:39.78     | 4.          | Nie dotyczy | Nie dotyczy | 1:39.78          | 4.               | [ 34 ] |
| Bjarne Solbakken      | Zjazd         | 1:40.74     | 12.         | Nie dotyczy | Nie dotyczy | 1:40.74          | 12.              | [ 34 ] |
| Kenneth Sivertsen     | Zjazd         | 1:41.70     | 25.         | Nie dotyczy | Nie dotyczy | 1:41.70          | 25.              | [ 34 ] |
| Kjetil André Aamodt   | Supergigant   | 1:21.58     | 1.          | Nie dotyczy | Nie dotyczy | 1:21.58          | złoto            | [ 35 ] |
| Bjarne Solbakken      | Supergigant   | 1:22.10     | 5.          | Nie dotyczy | Nie dotyczy | 1:22.10          | 5.               | [ 35 ] |
| Kenneth Sivertsen     | Supergigant   | 1:24.16     | 19          | Nie dotyczy | Nie dotyczy | 1:24.16          | 19.              | [ 35 ] |
| Lasse Kjus            | Supergigant   | DNF         | DNF         | Nie dotyczy | Nie dotyczy | Nieklasyfikowany | Nieklasyfikowany | [ 35 ] |
| Lasse Kjus            | Slalom gigant | 1:12.79     | 3.          | 1:11.53     | 6.          | 2:24.32          | brąz             | [ 36 ] |
| Bjarne Solbakken      | Slalom gigant | 1:13.15     | 10.         | 1:11.35     | 3.          | 2:24.50          | 6.               | [ 36 ] |
| Kjetil André Aamodt   | Slalom gigant | 1:13.14     | 9.          | 1:11.48     | 4.          | 2:24.62          | 7.               | [ 36 ] |
| Kenneth Sivertsen     | Slalom gigant | 1:14.16     | 25.         | 1:12.35     | 19.         | 2:26.51          | 20.              | [ 36 ] |
| Kjetil André Aamodt   | Slalom        | 49.92       | 7.          | 52.80       | 4.          | 1:42.72          | 6.               | [ 37 ] |
| Ole Kristian Furuseth | Slalom        | 51.03       | 17.         | 53.36       | 9.          | 1:44.39          | 9.               | [ 37 ] |
| Tom Stiansen          | Slalom        | 50.74       | 15.         | 54.45       | 15.         | 1:45.19          | 12.              | [ 37 ] |
| Truls Ove Karlsen     | Slalom        | DNF         | DNF         | NQ          | NQ          | Nieklasyfikowany | Nieklasyfikowany | [ 37 ] |

| Zawodnik            | Konkurencja | Zjazd   | Zjazd   | Slalom         | Slalom         | Slalom           | Slalom           | Czas końcowy     | Pozycja          | Źródło |
| Zawodnik            | Konkurencja | Czas    | Pozycja | Czas przejazdu | Czas przejazdu | Czas całkowity   | Pozycja          | Czas końcowy     | Pozycja          | Źródło |
| Zawodnik            | Konkurencja | Czas    | Pozycja | 1              | 2              | Czas całkowity   | Pozycja          | Czas końcowy     | Pozycja          | Źródło |
| ------------------- | ----------- | ------- | ------- | -------------- | -------------- | ---------------- | ---------------- | ---------------- | ---------------- | ------ |
| Kjetil André Aamodt | Kombinacja  | 1:38.79 | 1.      | 46.88          | 51.89          | 1:38.77          | 4.               | 3:17.56          | złoto            | [ 38 ] |
| Lasse Kjus          | Kombinacja  | 1:38.97 | 2.      | 47.72          | 53.11          | 1:40.83          | 7.               | 3:19.80          | 5.               | [ 38 ] |
| Truls Ove Karlsen   | Kombinacja  | 1:41.85 | 21.     | DNF            | NQ             | Nieklasyfikowany | Nieklasyfikowany | Nieklasyfikowany | Nieklasyfikowany | [ 38 ] |

#### Kobiety
| Zawodnik              | Konkurencja   | 1. przejazd | 1. przejazd | 2. przejazd | 2. przejazd | Czas końcowy     | Pozycja          | Źródło |
| Zawodnik              | Konkurencja   | Czas        | Pozycja     | Czas        | Pozycja     | Czas końcowy     | Pozycja          | Źródło |
| --------------------- | ------------- | ----------- | ----------- | ----------- | ----------- | ---------------- | ---------------- | ------ |
| Ingeborg Helen Marken | Zjazd         | 1:41.08     | 13.         | Nie dotyczy | Nie dotyczy | 1:41.08          | 13.              | [ 39 ] |
| Stine Hofgaard Nilsen | Supergigant   | DNF         | DNF         | Nie dotyczy | Nie dotyczy | Nieklasyfikowany | Nieklasyfikowany | [ 40 ] |
| Andrine Flemmen       | Slalom gigant | DNF         | DNF         | NQ          | NQ          | Nieklasyfikowany | Nieklasyfikowany | [ 41 ] |
| Ingeborg Helen Marken | Slalom gigant | DNF         | DNF         | NQ          | NQ          | Nieklasyfikowany | Nieklasyfikowany | [ 41 ] |
| Hedda Berntsen        | Slalom        | DNF         | DNF         | NQ          | NQ          | Nieklasyfikowany | Nieklasyfikowany | [ 42 ] |
| Trine Bakke           | Slalom        | DNF         | DNF         | NQ          | NQ          | Nieklasyfikowany | Nieklasyfikowany | [ 42 ] |

### Narciarstwo dowolne

#### Kobiety

##### Jazda po muldach
| Zawodnik        | Eliminacje | Eliminacje | Eliminacje | Finał | Finał     | Finał   | Źródło |
| Zawodnik        | Czas       | Punkty     | Pozycja    | Czas  | Punkty    | Pozycja | Źródło |
| --------------- | ---------- | ---------- | ---------- | ----- | --------- | ------- | ------ |
| Kari Traa       | 36,67      | 25,11 pkt  | 1. Q       | 34.48 | 25,94 pkt | złoto   | [ 43 ] |
| Ingrid Berntsen | 38.32      | 22,28 pkt  | 17.        | NQ    | NQ        | NQ      | [ 43 ] |

##### Skoki akrobatyczne
| Zawodnik          | Eliminacje | Eliminacje | Finał  | Finał   | Źródło |
| Zawodnik          | Punkty     | Pozycja    | Punkty | Pozycja | Źródło |
| ----------------- | ---------- | ---------- | ------ | ------- | ------ |
| Hilde Synnøve Lid | 148,82     | 16.        | NQ     | NQ      | [ 44 ] |

### Skeleton
Mężczyźni
| Zawodnik        | Czas przejazdu | Czas przejazdu | Czas końcowy | Pozycja | Źródło |
| Zawodnik        | 1              | 2              | Czas końcowy | Pozycja | Źródło |
| --------------- | -------------- | -------------- | ------------ | ------- | ------ |
| Snorre Pedersen | 52.07          | 51.70          | 1:43.77      | 14.     | [ 45 ] |

### Skoki narciarskie
Mężczyźni
| Zawodnik                                                    | Konkurencja       | Kwalifikacje | Kwalifikacje | Kwalifikacje | Finał                     | Finał     | Finał    | Finał                       | Finał     | Finał        | Pozycja | Źródło |
| Zawodnik                                                    | Konkurencja       | Wynik        | Punkty       | Pozycja      | 1. seria                  | 1. seria  | 1. seria | 2. seria                    | 2. seria  | Suma punktów | Pozycja | Źródło |
| Zawodnik                                                    | Konkurencja       | Wynik        | Punkty       | Pozycja      | Wynik                     | Punkty    | Pozycja  | Wynik                       | Punkty    | Suma punktów | Pozycja | Źródło |
| ----------------------------------------------------------- | ----------------- | ------------ | ------------ | ------------ | ------------------------- | --------- | -------- | --------------------------- | --------- | ------------ | ------- | ------ |
| Roar Ljøkelsøy                                              | Skocznia normalna | 87,5 m       | 109 pkt      | 21. Q        | 91,5 m                    | 119 pkt   | 11. Q    | 90 m                        | 114,5 pkt | 233,5 pkt    | 18.     | [ 46 ] |
| Tommy Ingebrigtsen                                          | Skocznia normalna | 89 m         | 110,5 pkt    | 18. Q        | 91,5 m                    | 116,5 pkt | 20. Q    | 91 m                        | 115,5 pkt | 232 pkt      | 20.     | [ 46 ] |
| Anders Bardal                                               | Skocznia normalna | 91 m         | 116 pkt      | 9. Q         | 91 m                      | 116,5 pkt | 20. Q    | 89 m                        | 110,5 pkt | 227 pkt      | 27.     | [ 46 ] |
| Lars Bystøl                                                 | Skocznia normalna | 88 m         | 109,5 pkt    | 20. Q        | 88,5 m                    | 110,5 pkt | 30. Q    | 86,5 m                      | 104,5 pkt | 215 pkt      | 31.     | [ 46 ] |
| Anders Bardal                                               | Skocznia duża     | 112,5 m      | 99,5 pkt     | 16. Q        | 118,5 m                   | 110,3 pkt | 27. Q    | 114,5 m                     | 102,6 pkt | 212,9 pkt    | 25.     | [ 47 ] |
| Tommy Ingebrigtsen                                          | Skocznia duża     | 112 m        | 97,6 pkt     | 20. Q        | 119 m                     | 110,7 pkt | 25. Q    | 112 m                       | 97,1 pkt  | 207,8 pkt    | 26.     | [ 47 ] |
| Roar Ljøkelsøy                                              | Skocznia duża     | 111 m        | 96,8 pkt     | 23. Q        | 116,5 m                   | 107,2 pkt | 32.      | NQ                          | NQ        | 107,2 pkt    | 32.     | [ 47 ] |
| Lars Bystøl                                                 | Skocznia duża     | 107,5 m      | 88,5 pkt     | 30. Q        | 113 m                     | 99,4 pkt  | 38.      | NQ                          | NQ        | 99,4 pkt     | 38.     | [ 47 ] |
| Tommy Ingebrigtsen Lars Bystøl Anders Bardal Roar Ljøkelsøy | Drużynowo         | Nie dotyczy  | Nie dotyczy  | Nie dotyczy  | 119 m 111,5 m 121 m 112 m | 404,5 pkt | 8.       | 112 m 102,5 m 117,5 m 116 m | 386,3 pkt | 790,8 pkt    | 9.      | [ 48 ] |

### Snowboard
Mężczyźni
| Zawodnik         | Konkurencja | Eliminacje | Eliminacje | Eliminacje | Eliminacje | Finał       | Finał       | Pozycja | Źródło |
| Zawodnik         | Konkurencja | Runda 1.   | Runda 1.   | Runda 2.   | Runda 2.   | Punkty      | Punkty      | Pozycja | Źródło |
| Zawodnik         | Konkurencja | Punkty     | Pozycja    | Punkty     | Pozycja    | 1. przejazd | 2. przejazd | Pozycja | Źródło |
| ---------------- | ----------- | ---------- | ---------- | ---------- | ---------- | ----------- | ----------- | ------- | ------ |
| Daniel Franck    | Halfpipe    | 39,9 pkt   | 3. Q       | BYE        | BYE        | 29,2 pkt    | 37,4 pkt    | 10.     | [ 49 ] |
| Kim Christiansen | Halfpipe    | 23,3 pkt   | 24.        | 37 pkt     | 8.         | NQ          | NQ          | 14.     | [ 49 ] |
| Halvor Lunn      | Halfpipe    | 30 pkt     | 18.        | 21,7 pkt   | 25.        | NQ          | NQ          | 31.     | [ 49 ] |

#### Kobiety
| Zawodnik            | Konkurencja | Eliminacje | Eliminacje | Eliminacje | Eliminacje | Finał       | Finał       | Pozycja | Źródło |
| Zawodnik            | Konkurencja | Runda 1.   | Runda 1.   | Runda 2.   | Runda 2.   | Punkty      | Punkty      | Pozycja | Źródło |
| Zawodnik            | Konkurencja | Punkty     | Pozycja    | Punkty     | Pozycja    | 1. przejazd | 2. przejazd | Pozycja | Źródło |
| ------------------- | ----------- | ---------- | ---------- | ---------- | ---------- | ----------- | ----------- | ------- | ------ |
| Kjersti Buaas       | Halfpipe    | 38,7 pkt   | 2.         | BYE        | BYE        | 37,3 pkt    | 35,1 pkt    | 4.      | [ 50 ] |
| Lisa Wiik           | Halfpipe    | 33,1 pkt   | 6.         | BYE        | BYE        | 24,4 pkt    | 28,9 pkt    | 10.     | [ 50 ] |
| Stine Brun Kjeldaas | Halfpipe    | 27,1 pkt   | 11.        | 30,9 pkt   | 7.         | NQ          | NQ          | 13.     | [ 50 ] |